# Håvard Ellefsen
Håvard Ellefsen (ur. 25 lipca 1975 w Skien), znany również jako Mortiis – norweski muzyk, kompozytor, wokalista, autor tekstów i multiinstrumentalista. Håvard Ellefsen znany jest przede wszystkim z występów w zespole Mortiis, który powstał w 1992 roku (początkowo jako projekt solowy). Wcześniej, w latach 1991-1992 grał na gitarze basowej w blackmetalowej formacji Emperor. Od 1993 roku tworzy projekt Vond, w ramach którego prezentował muzykę z pogranicza gatunków ambient i darkwave. W latach 90. XX w. utworzył kolejne, lecz krótkotrwale projekty Fata Morgana i Cintecele Diavolui. Współpracował także z zespołami Fermenting Innards, Scum i T3chn0ph0b1a.
Poza działalnością artystyczną w latach 1993-1998 prowadził wytwórnię muzyczną Dark Dungeon Music. W 2006 roku Ellefsen był współkompozytorem muzyki do filmu Broken w reżyserii Simona Boyesa i Adama Masona. Z kolei rok później jego muzyka posłużyła jako ścieżka dźwiękowa filmu The Devil's Chair w reżyserii Adama Masona.

## Dyskografia
- Emperor - Wrath of the Tyrant (demo, 1992, wydanie własne)
- Emperor - Emperor (EP, 1993, Candlelight Records)
- Mortiis - Født til å Herske (1993, Malicious Records)
- Emperor - Emperor/Hordanes Land (split z Enslaved, 1993, Candlelight Records)
- Vond - Selvmord (1994, Malicious Records)
- Emperor - As the Shadows Rise (1994, Nocturnal Art)
- Mortiis - Ånden Som Gjorde Opprør (1994, Cold Meat Industry)
- Fata Morgana - Fata Morgana (1995, Dark Dungeon Music)
- Fermenting Innards - Myst (1995, Invasion Records, gościnnie)
- Mortiis - Keiser av en Dimension Ukjent (1995, Cold Meat Industry)
- Vond - The Dark River (1996, Dark Dungeon Music)
- Mortiis - Crypt of the Wizard (1996, Dark Dungeon Music)
- Cintecele Diavolui - The Devil's Songs (1996, Dark Dungeon Music)
- Vond - Green Eyed Demon (1998, Cybertzara)
- Mortiis - The Stargate (1999, Earache Records)
- Mortiis - The Smell of Rain (2001, Earache Records)
- Mortiis - The Grudge (2004, Earache Records)
- Scum - Gospels for the Sick (2005, DogJob, gościnnie)
- T3chn0ph0b1a - The DanceFl-Horror: N.A.S.A. Vs I.N.R.I. (EP, 2005, Koldfinger, remiks)
- Mortiis - Perfectly Defect (2010, Omnipresence Productions)

## Filmografia
- Black Metal: A Documentary (2007, film dokumentalny, reżyseria: Bill Zebub)
- Black Metal: The Music of Satan (2011, film dokumentalny, reżyseria: Bill Zebub)